# Above the Noise
 (janvier 2017).
Si vous disposez d'ouvrages ou d'articles de référence ou si vous connaissez des sites web de qualité traitant du thème abordé ici, merci de compléter l'article en donnant les références utiles à sa vérifiabilité et en les liant à la section « Notes et références ».
Albums de McFly
Radio:ACTIVE
(2008)
Singles
1. Party Girl
Sortie : 6 septembre 2010
2. Shine a Light
Sortie : 7 novembre 2010
3. That's the Truth
Sortie : 7 mars 2011

Above The Noise est le cinquième album studio du groupe anglais de pop rock McFly, sorti le 15 novembre 2010.

## Historique
L'album s'est classé numéro 7 dans les téléchargements au Royaume-Uni et 20e dans les hit-parades anglais. En Espagne, l'album a eu une meilleure position puisqu'il s'est classé 15e. Il s'est aussi classé 79e en Irlande, 41e en Europe et enfin 100e au Mexique).
Le style de l'album est très différents des albums précédents, car celui-ci est beaucoup moins rock et beaucoup plus electro tout en gardant le style pop spécifique au groupe. Les critiques l'ont même comparé aux albums de Lady Gaga disant qu'il était gagaesque. Le groupe a collaboré avec de nombreux artistes de renom tel que Dallas Austin et Taio Cruz pour les finitions.
Pour cet album, le groupe s'est de nouveau associé avec la maison de disques Universal, mais cette fois-ci ce n'est pas la maison qui contrôle tout, mais c'est une contribution à 50/50. Cette association a permis à album et aux singles de sortir presque en même temps en Angleterre et dans les autres pays où le groupe est connu (entre autres, Espagne, Portugal, Brésil, Mexique, Japon).
Une tournée monumentale commence en Angleterre, en Écosse et en Irlande. Dans chaque pays, des dates sont ajoutées pour satisfaire la demande. Cette popularité a eu pour effet de lancer une tournée européenne plus grande que la précédente : le groupe a annoncé une date aux Pays-Bas, une en Belgique (pour la 1re fois), une en France et pas moins de trois en Espagne (où le groupe s'apprête à revenir pour la 3e fois en même temps que le Portugal vu qu'ils ont participé à deux festivals dont le dernier en 2010).

## Liste des titres
| No  | Titre                               | Auteur                                                   | Producteur(s)             | Durée |
| --- | ----------------------------------- | -------------------------------------------------------- | ------------------------- | ----- |
| 1.  | End of the World                    | Tom Fletcher, Danny Jones, Dougie Poynter, Dallas Austin | Austin                    | 4:02  |
| 2.  | Party Girl                          | Fletcher, Jones, Poynter, Austin                         | Austin, Jason Perry       | 3:11  |
| 3.  | iF U C Kate                         | Austin, Taio Cruz, Alan Nglish, JC Chasez                | Austin                    | 3:38  |
| 4.  | Shine a Light (featuring Taio Cruz) | Fletcher, Jones, Austin, Nglish, Cruz                    | Austin, Nglish            | 3:39  |
| 5.  | I'll Be Your Man                    | Fletcher, Jones, Austin                                  | Austin                    | 4:15  |
| 6.  | Nowhere Left to Run                 | Fletcher, Jones, Poynter, Cruz                           | Nglish, Cruz, Perry       | 3:23  |
| 7.  | I Need a Woman                      | Fletcher, Jones, Poynter                                 | Austin                    | 3:59  |
| 8.  | That's the Truth                    | Fletcher, Jones, Poynter, Austin, Harry Judd             | Austin, Perry, Adam Noble | 3:52  |
| 9.  | Take Me There                       | Fletcher, Jones, Poynter, Austin, Judd                   | Austin                    | 3:43  |
| 10. | This Song                           | Fletcher, Jones, Austin                                  | Austin                    | 4:07  |
| 11. | Foolish                             | Fletcher, Jones, Austin, Naz Tokio                       | Austin, Tokio             | 4:24  |

| 1. | Behind the Noise (Documentaire) | 30:00 |
| 2. | Party Girl (Vidéo)              | 4:08  |
| 3. | Shine a Light (Vidéo)           | 3:45  |

| 1.  | End of the World            | Tom Fletcher, Dougie Poynter, Danny Jones, Austin, Jeff Wayne                          | Dallas Austin                 | 4:02 |
| 2.  | Party Girl                  | Austin, Fletcher, Poynter, Jones                                                       | Austin, Jason Perry           | 3:11 |
| 3.  | Kate                        | Austin, Taio Cruz, Alan Nglish, JC Chasez                                              | Austin                        | 3:38 |
| 4.  | Shine a Light               | Fletcher, Jones, Taio Cruz                                                             | Nglish                        | 3:55 |
| 5.  | I'll Be Your Man            | Fletcher, Jones, Austin                                                                | Austin                        | 4:15 |
| 6.  | Hotel on a Hill (Interlude) | Fletcher                                                                               | Fletcher                      | 1:29 |
| 7.  | Nowhere Left to Run         | Fletcher, Danny Turpin, Poynter, Taio Cruz                                             | Alan Nglish, Taio Cruz, Perry | 3:23 |
| 8.  | I Need a Woman              | Fletcher, Jones, Poynter, Robbie Williams, Guy Chambers, Smokey Robinson, Ronald White | Austin                        | 3:59 |
| 9.  | Sunny Side of the Street    | Fletcher, Jones                                                                        | Fletcher                      | 3:14 |
| 10. | That's the Truth            | Austin, Fletcher, Jones, Poynter, Harry Judd                                           | Austin, Perry, Adam Noble     | 3:52 |
| 11. | Take Me There               | Austin, Fletcher, Jones, Poynter, Judd                                                 | Austin                        | 3:43 |
| 12. | This Song                   | Fletcher, Jones                                                                        | Austin                        | 4:07 |
| 13. | Foolish                     | Austin, Naz Tokio, Fletcher, Jones                                                     | Austin, Naz Tokio             | 4:24 |
| 14. | I'll Be Your Man (Acoustic) | Fletcher, Jones, Austin                                                                | Austin                        | 4:42 |
| 15. | Party Girl (Jones Remix)    | Jones, Fletcher, Austin                                                                | Austin                        | 5:00 |

Notes
I Need A Woman sample My Girl, enregistré par The Temptations et écrit par Smokey Robinson et Ronald White (en). Il comprend également un riff de Supreme, enregistré par Robbie Williams et écrit par Williams et Guy Chambers (en).
End of the World sample War of the Worlds, écrit et enregistré par Jeff Wayne.
IF U C Kate a été abrégé en Kate sur la version japonaise de l'album, peut-être en raison de la suggestivité du titre[Interprétation personnelle ?].
L'album inclut également la version solo de Shine A Light.